# Rada Najwyższa (Kirgistan)
Rada Najwyższa (kirg. Жогорку Кеңеш, Dżokorku Kenesz) – jednoizbowy parlament Kirgistanu, złożony z 120 członków wybieranych na pięcioletnią kadencję.
Wybory przeprowadzane są w jednym okręgu wyborczym, obejmującym całość kraju. Stosuje się ordynację proporcjonalną oraz próg wyborczy na poziomie 7%, przy czym żadna partia ani blok wyborczy nie mogą zdobyć więcej niż 65 miejsc. Czynne prawo wyborcze przysługuje obywatelom Kirgistanu, którzy najpóźniej w chwili rejestracji przedwyborczej ukończyli 18 lat. Głosować nie mogą osoby skazane za niektóre kategorie przestępstw, m.in. zdradę stanu oraz korupcję. Kandydować mogą osoby w wieku co najmniej 25 lat, zamieszkujące na terytorium Kirgistanu przez co najmniej 5 lat przed wyborami (i posiadające obywatelstwo tego państwa). Kandydatami nie mogą być osoby odbywające karę pozbawienia wolności, niezależnie od przyczyny jej zasądzenia. Mandatu parlamentarnego nie można łączyć z pracą sędziego, urzędnika państwowego, żołnierza ani policjanta. Nie można być również zatrudnionym w państwowym przedsiębiorstwie.